# Hieracium porrigens
Hieracium porrigens là một loài thực vật có hoa trong họ Cúc. Loài này được Almq. ex Elfstr. mô tả khoa học đầu tiên năm 1882.